# Monestir d'Albotin
El monestir d'Albotin (en búlgar, Алботински манастир, també anomenat: monestir Albutin) és un monestir cova medieval que a hores d'ara està abandonat i és a Bulgària, a la zona de Kula, bisbat de Vidin, diòcesi de l'Església ortodoxa, a la localitat d'Albotin (Albutin) al costat del riu Topolovets, entre els pobles de Gradets i Rabrovo, prop del llogaret de Deleyna.

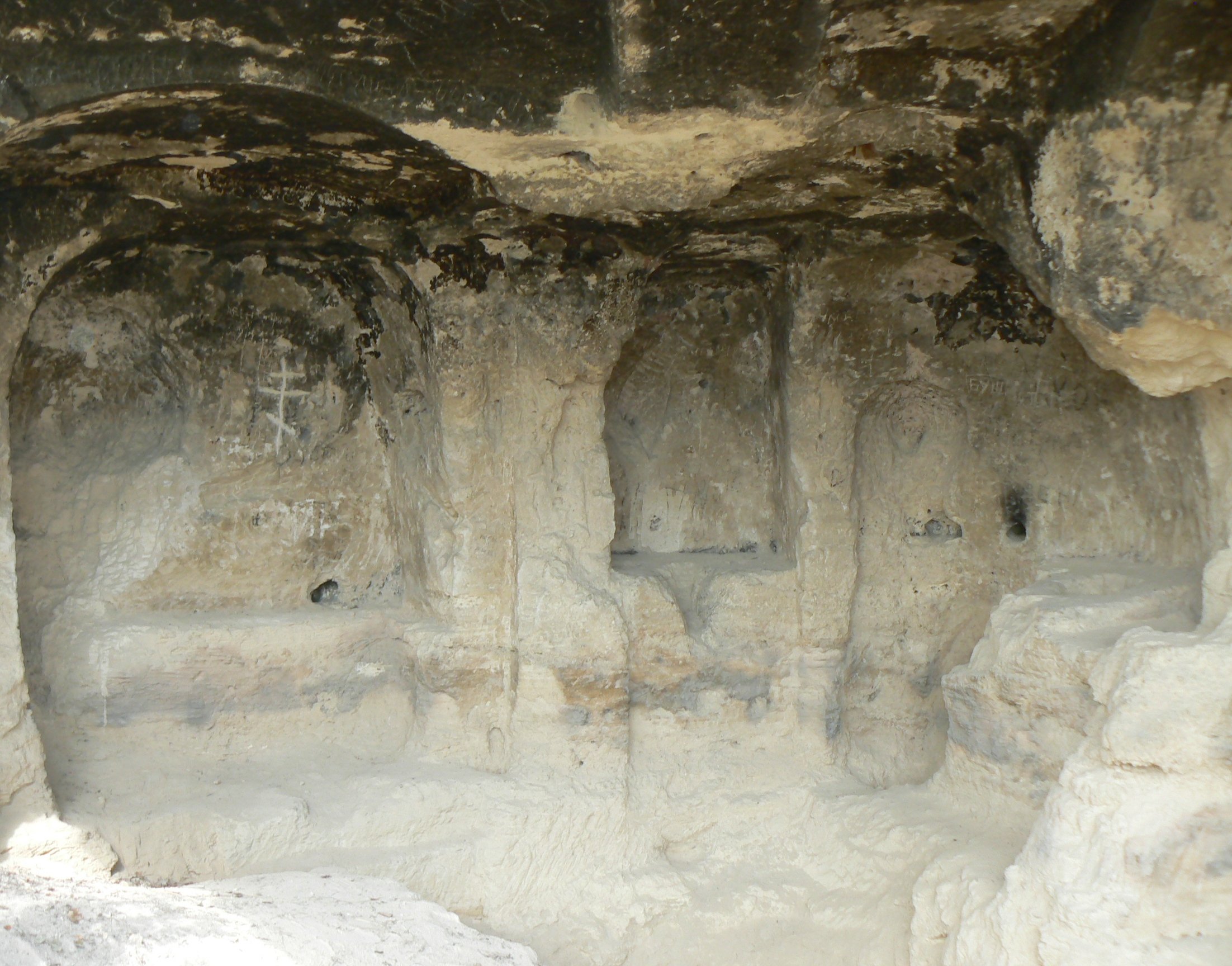
Nínxols excavats a la roca amb propòsits religiosos

El conjunt monàstic s'edificà en un massís de roca calcària a la cara nord del riu, a uns 25 m d'alçada, usant coves naturals poc profundes i les arestes de les roques, que a més s'usaven com a nínxols amb finalitats religioses i quotidianes. El monestir és accessible per una senda estreta i sorrenca, i al seu començament es construí una font anomenada Haiduk cheshma. Per ser fàcilment accessible, en altres temps el monestir cova l'empraren pastors i talladors de pedra com a refugi; també fou robat i víctima d'actes de vandalisme per cercadors de tresors.

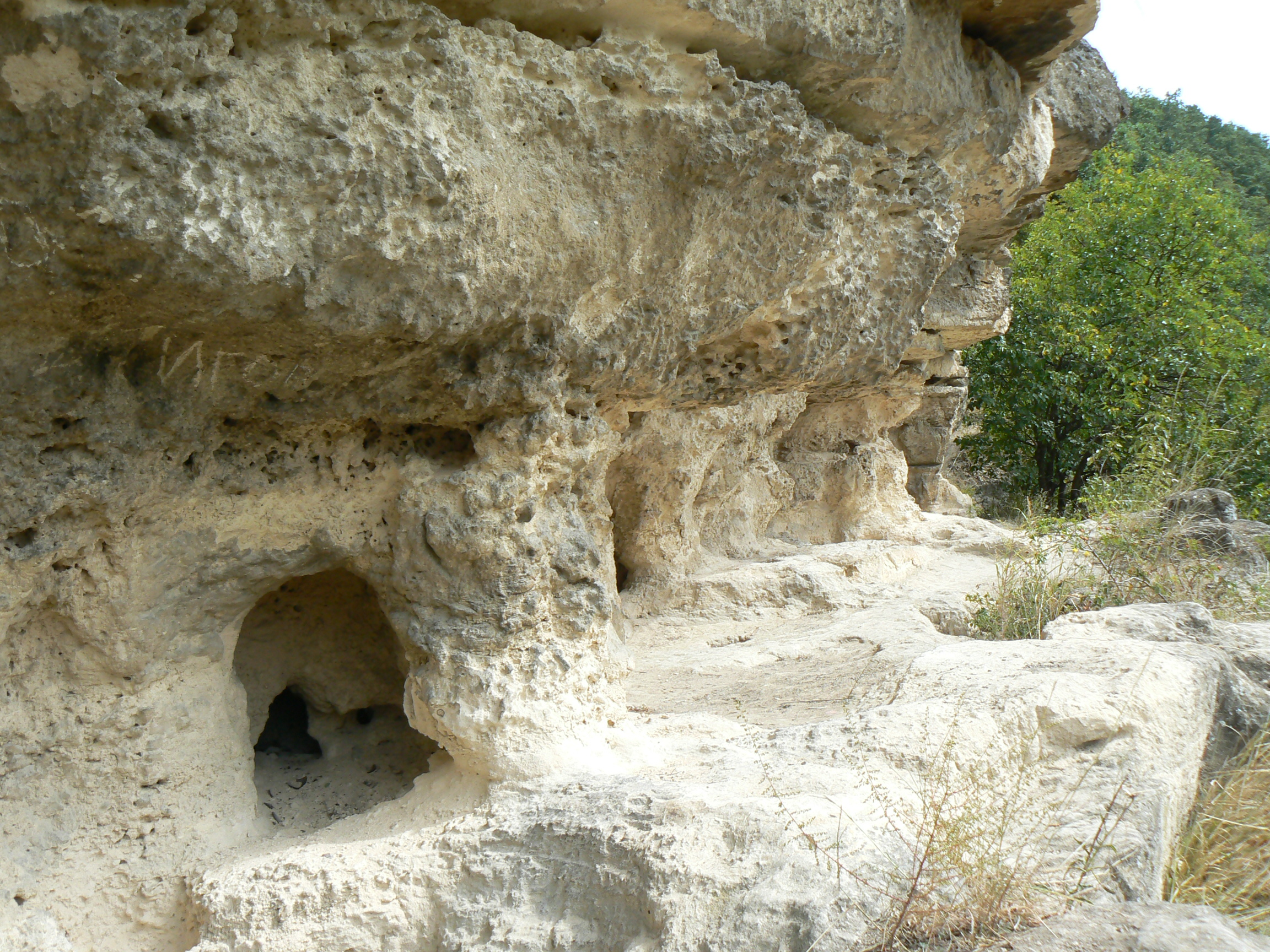
Vista del monestir des de l'entrada

El monestir d'Albotin començà l'activitat al s. XIV segons manifesten els seus fragments de frescs, així com alguns adorns trobats (arracades, teles, braçalets) en 29 coves cristianes. El gran nombre d'enterraments de laics entre els clergues és una evidència que el monestir era un santuari respectable i un lloc desitjat pels donants que buscaven la pau. Entre els pocs registres històrics, és digna d'esment la referència a la no-existència del poble d'Albotin en el registre de Vidin Kaaza des de 1560.
El conjunt monàstic comprén vuit edificacions en filera, amb una església al mig, a la part més còncava de la corba del massís de roca. L'església té una planta de tres naus i s'orienta segons el cànon d'oest a est, les parts sud i sud-oest estan totalment destruïdes. La presència d'un baptisteri demostra que el temple no sols s'usà per al ritual monàstic, sinó també per a la litúrgia pública. A la part nord-oest del monestir, hi ha una segona planta, que alberga un altre centre important, que devia utilitzar-se com a refetor. A la part oest del monestir hi ha un altre edifici utilitzat com a claustre, on també es troben les cel·les dels monjos, la cuina, el celler i el rebost. També hi ha dos aljubs.
El nom de l'església del monestir és desconegut, però hi ha suposicions que indiquen que es dedicava a la Resurrecció de Jesús, a causa de l'antiga tradició de practicar balls tradicionals búlgars en memòria dels morts el segon dia de Pasqua. Aquest costum s'ha estés molt entre els valacs, que porten els retrats dels seus familiars morts per penjar-los a les branques d'un vell arbre a les prades del monestir. Tots els balls cerimonials fets abans del migdia estan dedicats a les persones mortes, però els balls de la vesprada es realitzen en honor dels vius. Búlgars i valacs recollien dictams i duien a la mà un ramell per a cada familiar mort.
El monestir cova d'Albotin fou declarat Monument cultural en el butlletí oficial búlgar del 28 de desembre del 1927, núm. 221, i del 26 de desembre del 1969, núm. 100.